# Миховил Накић
Миховил Накић (Дрниш, 31. јул 1955) је бивши југословенски и хрватски кошаркаш.

## Клупска каријера
Сениорску каријеру је почео у екипи загребачке Индустромонтаже, одакле 1977. године долази у Цибону. Био је члан сјајне генерације која је два пута заредом освајала Куп европских шампиона, 1984. и 1985. Након одласка из Цибоне једну сезону је провео у италијанском Удинезеу, да би се потом вратио и завршио каријеру у Цибони 1989. године.

## Репрезентација
Са репрезентацијом Југославије је освојио злато на Олимпијским играма 1980, и две бронзане медаље на Европском првенству 1979. и на Олимпијским играма 1984..